# Vasile Răducă
Vasile Răducă  (n. 6 noiembrie 1954, Târgoviște) este un teolog român de renume internațional, care a predat cursuri de teologie morală la Facultatea de Teologie Ortodoxă din București.

## Biografie
Vasile Răducă s-a născut la data de 6 noiembrie 1954 în orașul Târgoviște. A urmat cariera teologică pentru început sub îndrumarea maicilor de la Mănăstirea Dealu, aflată în apropierea orașului. Apoi a urmat cursurile universitare la Institutul Teologic Ortodox din București și cursuri post-universitare la același institut, apoi la universitățile din Tesalonic - Grecia (1980-1984) și Fribourg - Elveția (1982-1984). 
A obținut titlul științific de Doctor în Teologie al Universității din Fribourg (1984) și al Facultății de Teologie Ortodoxă din București (1990).
În anul 1990 devine asistent universitar la Catedra de Omiletică din cadrul Facultății de Teologie Ortodoxă din București și tot în același an este hirotonit preot pentru Biserica Kretzulescu din București, unde slujește și astăzi.
Din anul 2000 ocupă funcția de prodecan pentru patru ani al Facultății de Teologie Ortodoxă din București, precum și pe cea de lector la Catedra de Teologie Morală din cadrul aceleiași Facultăți. Este președintele Comisiei de Bioetică din cadrul Patriarhiei Române.
Este căsătorit și tată a doi copii.

## Distincții
A fost decorat în februarie 2004 cu Ordinul Meritul Cultural în grad de Ofițer, Categoria G - „Cultele”, „în semn de apreciere deosebită pentru activitatea susținută în domeniul cultelor, pentru spiritul ecumenic și civic dovedit și pentru contribuția avută la întărirea legăturilor interconfesionale, de bună și pașnică conviețuire între toți oamenii”.

## Controverse

### Plagiat
În aprilie 2016, preotul profesor Vasile Răducă a fost acuzat de plagiat, adică de fraudă intelectuală majoră deși acesta face parte din Comisia de Etică a Universității din București (din această acuzație făcând parte și profesorul ieromonah de la aceeași facultate Justinian Cârstoiu). Disputa are la bază o scriere teologică de trei sute de pagini a unui autor străin, fiind preluată și publicată sub nume propriu în anul 1993. În cele din urmă acesta a anchetă s-a finalizat printr-un avertisment scris și i-a fost revocată calitatea de membru al Comisiei de Etică. 

### Remarci despre viol
În cadrul unei emisiuni radiodifuzate din mai 2019, la întrebările puse de ascultători preotul Vasile Răducă a susținut niște afirmații apărute în presă ca având caracter sexist, islamofobic și xenofob. Este de menționat faptul că acuzațiile i-au fost aduse pe baza unor replici de câteva secunde rostite în contextul unei emisiuni radiofonice care a durat o oră.  Astfel, postul de radio respectiv a fost sancționat de către Consiliul Național al Audiovizualului, iar Patriarhia Română prin purtătorul ei de cuvânt Vasile Bănescu s-a dezis de cele afirmate de preotul Vasile Răducă, afirmând că opinia acestuia nu este în acord cu punctul de vedere al Bisericii Ortodoxe Române. Ca urmare a solicitării conducerii Universității din București, la data de 24 iulie 2019 acesta demisionează din funcția de prodecan pe care o deținea din ianuarie 2019, continuând să rămână profesor la catedra de Teologie Morală, până la pensionarea sa datorită vârstei care ar fi trebuit să aibă loc în noiembrie 2019.  Totuși, Vasile Răducă nu a ieșit la pensie nici în anul universitar 2019-2020, deoarece acesta a cerut o extindere pentru a se termina perioada universitară (deoarece ziua sa este pe 6 noiembrie), acest lucru fiind aprobat de Mircea Dumitru, în ciuda afirmațiilor anterioare ale rectorului Universității din București.. Deși pensionat, în prezent acesta încă predă la catedra de Morală în regim de plata cu ora. Datorită afirmațiilor controversate, Părintele Răducă a atras criticile unor personalități, controversate la rândul lor, precum Victor Ponta, Alina Gorghiu, Ecaterina Andronescu, Mircea Dumitru, Mihail Neamțu și alții. Revenind la aspectul controversat al afirmațiilor cu durată de câteva secunde extrase din contextul emisiunii radio care a durat o oră, Părintele Răducă a dezvoltat într-un drept la replică fiecare afirmație făcută.
Potrivit paginademedia.ro, în şedinţa CNA postul de Radio Trinitas a fost sancționat în premieră pentru derapajul profesorului Vasile Răducă. Acesta a participat la o emisiune la Radio Trinitas în care a răspuns ascultătorilor la diferite întrebări. Iată câteva exemple relatate de paginademedia.ro:
“Gabriela din Argeș întreabă ce să facă, pentru că fiica ei este în concubinaj cu un bărbat de origine musulmană.
Preotul Vasile Răducă răspunde:
‘Aaa, vai de noi! (…) Doamnă, eu v-aș da două răspunsuri. Înainte de toate, rugați-vă… rugați-vă la Dumnezeu ca fata dumneavoastră să termine cu această relație. Tânărul respectiv este de altă religie dar, credeți-mă, eu, ca român, gândindu-mă la istoria de 500 de ani în care românii au stat sub turci, am, doamnă, îmi pare rău c-o spun, am mari rezerve față de anumite forme de intimitate cu anumite persoane.
Vă rog să rețineți că, în Islam, femeia este considerată o lighioană care nu face altceva decât plăcere bărbatului, cât acest bărbat este capabil să aibă asemenea plăcere.
În Islam, femeia este gândită ca o ființă fără suflet. Bine ar fi, mi-aș dori din tot sufletul să știu că fata dvs. a găsit un român pe care să-l iubească, cu care să facă o casă, cu care să facă copii.’
De notat că toate aceste afirmatii au fost făcute de invitat fără ca moderatorul să aiba vreo reacție, potrivit paginademedia.ro.
Ce spune preotul invitat în studio despre sintagma: ‘prezervativul este mai bun decât avortul’?
Preotul Vasile Răducă:
‘În utilizarea prezervativului, nu facem altceva decât, cei tineri care fac lucrul acesta, nu fac altceva decât să se masturbeze, care este o practică dezgustătoare’.
În actul sexual, femeia primește ceea ce bărbatul este dator să-i ofere. Lichidul spermatic cuprinde o serie de substanțe chimice care neutralizează extrogenii pe care îi are organul femeii.
Femeia, spre exemplu, în perioada ciclului, este bombardată cu o cantitate extraordinară de extrogeni care sunt cancerigeni.
O relație firească, normală, în limitele normalului între bărbat și femeie, îi aduce femeii sănătate, altfel, ea nu este decât excitată, masturbată, pur și simplu, și, fie că, la un moment dat, are un acces și se duce la un bărbat care are cu ea o relație normală și-și părăsește soțul care, pe o perioadă de timp, n-a făcut altceva decât s-o masturbeze, scuzați-mi că sunt foarte dur.
Mai bine mai rar, dar cumsecade și să-i oferi soției ceea ce organismul ei are nevoie, din punct de vedere biochimic, decât să o masturbezi și să trăiești într-o succesiune de acte de masturbare de care să-ți fie, practic, scârbă și silă și rușine.
Ascultătoarea întreabă: copiii proveniți în urma unor violuri sunt tot daruri de la Dumnezeu?
Preotul Vasile Răducă răspunde:
Sunt rarisime cazurile în care violul se soldează cu graviditate. Vă rog să rețineți, sunt rarisime cazurile când violul se soldează cu graviditate. Când se soldează cu graviditate, sunt mai multe cauze: fie că este vorba de un viol la care ai consimțit și care ți-a plăcut să se repete, fie că te-ai găsit în imposibilitatea de a face de așa manieră încât celulele germinale care sunt pe punctul de a se întâlni, să se și întâlnească și să fie fertilizat oul.
Drumul pe care spermatozoizii îl duc spre a întâlni ovocitul este un drum anevoios pentru spermatozoizi, care reușesc să penetreze peretele ovocitului la distanță de câteva ore – chiar 30 de ore – încât o persoană care a fost violată are suficient timp să meargă la medic, dacă vreți, la ginecolog, sau și ea, dacă e o persoană deșteaptă și, pur și simplu, prin măsuri igienice, să facă de așa manieră încât spermatozoidul să nu ajungă să atingă ovocitul și să realizeze fertilizarea.
Așa că ideea, cum am văzut-o de curând la cineva, că pruncii obținuți sau că o femeie are dreptul să avorteze fătul care s-a constituit în urma unui viol, nu este întemeiată și nu este acceptată de Biserică.
Vă rog să rețineți: când e vorba de viol, este vorba de un viol la care au consimțit persoanele respective sau sunt în imposibilitatea de a interveni, prin măsuri igienice, încât să facă de așa manieră încât spermatozoizii să nu atingă ovocitul, care stă acolo, așa, ca-ntr-o floare, în trompele falopiene.
(…) dacă s-a produs și așa, luați-l ca pe un dar a lui Dumnezeu.”

Potrivit paginademedia.ro, în şedinţa CNA postul de Radio Trinitas a fost sancționat în premieră pentru derapajul profesorului Vasile Răducă. Acesta a participat la o emisiune la Radio Trinitas în care a răspuns ascultătorilor la diferite întrebări. Iată câteva exemple relatate de paginademedia.ro:
“Gabriela din Argeș întreabă ce să facă, pentru că fiica ei este în concubinaj cu un bărbat de origine musulmană.
Preotul Vasile Răducă răspunde:
‘Aaa, vai de noi! (…) Doamnă, eu v-aș da două răspunsuri. Înainte de toate, rugați-vă… rugați-vă la Dumnezeu ca fata dumneavoastră să termine cu această relație. Tânărul respectiv este de altă religie dar, credeți-mă, eu, ca român, gândindu-mă la istoria de 500 de ani în care românii au stat sub turci, am, doamnă, îmi pare rău c-o spun, am mari rezerve față de anumite forme de intimitate cu anumite persoane.
Vă rog să rețineți că, în Islam, femeia este considerată o lighioană care nu face altceva decât plăcere bărbatului, cât acest bărbat este capabil să aibă asemenea plăcere.
În Islam, femeia este gândită ca o ființă fără suflet. Bine ar fi, mi-aș dori din tot sufletul să știu că fata dvs. a găsit un român pe care să-l iubească, cu care să facă o casă, cu care să facă copii.’
De notat că toate aceste afirmatii au fost făcute de invitat fără ca moderatorul să aiba vreo reacție, potrivit paginademedia.ro.
Ce spune preotul invitat în studio despre sintagma: ‘prezervativul este mai bun decât avortul’?
Preotul Vasile Răducă:
‘În utilizarea prezervativului, nu facem altceva decât, cei tineri care fac lucrul acesta, nu fac altceva decât să se masturbeze, care este o practică dezgustătoare’.
În actul sexual, femeia primește ceea ce bărbatul este dator să-i ofere. Lichidul spermatic cuprinde o serie de substanțe chimice care neutralizează extrogenii pe care îi are organul femeii.
Femeia, spre exemplu, în perioada ciclului, este bombardată cu o cantitate extraordinară de extrogeni care sunt cancerigeni.
O relație firească, normală, în limitele normalului între bărbat și femeie, îi aduce femeii sănătate, altfel, ea nu este decât excitată, masturbată, pur și simplu, și, fie că, la un moment dat, are un acces și se duce la un bărbat care are cu ea o relație normală și-și părăsește soțul care, pe o perioadă de timp, n-a făcut altceva decât s-o masturbeze, scuzați-mi că sunt foarte dur.
Mai bine mai rar, dar cumsecade și să-i oferi soției ceea ce organismul ei are nevoie, din punct de vedere biochimic, decât să o masturbezi și să trăiești într-o succesiune de acte de masturbare de care să-ți fie, practic, scârbă și silă și rușine.
Ascultătoarea întreabă: copiii proveniți în urma unor violuri sunt tot daruri de la Dumnezeu?
Preotul Vasile Răducă răspunde:
Sunt rarisime cazurile în care violul se soldează cu graviditate. Vă rog să rețineți, sunt rarisime cazurile când violul se soldează cu graviditate. Când se soldează cu graviditate, sunt mai multe cauze: fie că este vorba de un viol la care ai consimțit și care ți-a plăcut să se repete, fie că te-ai găsit în imposibilitatea de a face de așa manieră încât celulele germinale care sunt pe punctul de a se întâlni, să se și întâlnească și să fie fertilizat oul.
Drumul pe care spermatozoizii îl duc spre a întâlni ovocitul este un drum anevoios pentru spermatozoizi, care reușesc să penetreze peretele ovocitului la distanță de câteva ore – chiar 30 de ore – încât o persoană care a fost violată are suficient timp să meargă la medic, dacă vreți, la ginecolog, sau și ea, dacă e o persoană deșteaptă și, pur și simplu, prin măsuri igienice, să facă de așa manieră încât spermatozoidul să nu ajungă să atingă ovocitul și să realizeze fertilizarea.
Așa că ideea, cum am văzut-o de curând la cineva, că pruncii obținuți sau că o femeie are dreptul să avorteze fătul care s-a constituit în urma unui viol, nu este întemeiată și nu este acceptată de Biserică.
Vă rog să rețineți: când e vorba de viol, este vorba de un viol la care au consimțit persoanele respective sau sunt în imposibilitatea de a interveni, prin măsuri igienice, încât să facă de așa manieră încât spermatozoizii să nu atingă ovocitul, care stă acolo, așa, ca-ntr-o floare, în trompele falopiene.
(…) dacă s-a produs și așa, luați-l ca pe un dar a lui Dumnezeu.”

Potrivit paginademedia.ro, în şedinţa CNA postul de Radio Trinitas a fost sancționat în premieră pentru derapajul profesorului Vasile Răducă. Acesta a participat la o emisiune la Radio Trinitas în care a răspuns ascultătorilor la diferite întrebări. Iată câteva exemple relatate de paginademedia.ro:
“Gabriela din Argeș întreabă ce să facă, pentru că fiica ei este în concubinaj cu un bărbat de origine musulmană.
Preotul Vasile Răducă răspunde:
‘Aaa, vai de noi! (…) Doamnă, eu v-aș da două răspunsuri. Înainte de toate, rugați-vă… rugați-vă la Dumnezeu ca fata dumneavoastră să termine cu această relație. Tânărul respectiv este de altă religie dar, credeți-mă, eu, ca român, gândindu-mă la istoria de 500 de ani în care românii au stat sub turci, am, doamnă, îmi pare rău c-o spun, am mari rezerve față de anumite forme de intimitate cu anumite persoane.
Vă rog să rețineți că, în Islam, femeia este considerată o lighioană care nu face altceva decât plăcere bărbatului, cât acest bărbat este capabil să aibă asemenea plăcere.
În Islam, femeia este gândită ca o ființă fără suflet. Bine ar fi, mi-aș dori din tot sufletul să știu că fata dvs. a găsit un român pe care să-l iubească, cu care să facă o casă, cu care să facă copii.’
De notat că toate aceste afirmatii au fost făcute de invitat fără ca moderatorul să aiba vreo reacție, potrivit paginademedia.ro.
Ce spune preotul invitat în studio despre sintagma: ‘prezervativul este mai bun decât avortul’?
Preotul Vasile Răducă:
‘În utilizarea prezervativului, nu facem altceva decât, cei tineri care fac lucrul acesta, nu fac altceva decât să se masturbeze, care este o practică dezgustătoare’.
În actul sexual, femeia primește ceea ce bărbatul este dator să-i ofere. Lichidul spermatic cuprinde o serie de substanțe chimice care neutralizează extrogenii pe care îi are organul femeii.
Femeia, spre exemplu, în perioada ciclului, este bombardată cu o cantitate extraordinară de extrogeni care sunt cancerigeni.
O relație firească, normală, în limitele normalului între bărbat și femeie, îi aduce femeii sănătate, altfel, ea nu este decât excitată, masturbată, pur și simplu, și, fie că, la un moment dat, are un acces și se duce la un bărbat care are cu ea o relație normală și-și părăsește soțul care, pe o perioadă de timp, n-a făcut altceva decât s-o masturbeze, scuzați-mi că sunt foarte dur.
Mai bine mai rar, dar cumsecade și să-i oferi soției ceea ce organismul ei are nevoie, din punct de vedere biochimic, decât să o masturbezi și să trăiești într-o succesiune de acte de masturbare de care să-ți fie, practic, scârbă și silă și rușine.
Ascultătoarea întreabă: copiii proveniți în urma unor violuri sunt tot daruri de la Dumnezeu?
Preotul Vasile Răducă răspunde:
Sunt rarisime cazurile în care violul se soldează cu graviditate. Vă rog să rețineți, sunt rarisime cazurile când violul se soldează cu graviditate. Când se soldează cu graviditate, sunt mai multe cauze: fie că este vorba de un viol la care ai consimțit și care ți-a plăcut să se repete, fie că te-ai găsit în imposibilitatea de a face de așa manieră încât celulele germinale care sunt pe punctul de a se întâlni, să se și întâlnească și să fie fertilizat oul.
Drumul pe care spermatozoizii îl duc spre a întâlni ovocitul este un drum anevoios pentru spermatozoizi, care reușesc să penetreze peretele ovocitului la distanță de câteva ore – chiar 30 de ore – încât o persoană care a fost violată are suficient timp să meargă la medic, dacă vreți, la ginecolog, sau și ea, dacă e o persoană deșteaptă și, pur și simplu, prin măsuri igienice, să facă de așa manieră încât spermatozoidul să nu ajungă să atingă ovocitul și să realizeze fertilizarea.
Așa că ideea, cum am văzut-o de curând la cineva, că pruncii obținuți sau că o femeie are dreptul să avorteze fătul care s-a constituit în urma unui viol, nu este întemeiată și nu este acceptată de Biserică.
Vă rog să rețineți: când e vorba de viol, este vorba de un viol la care au consim țit persoanele respective sau sunt în imposibilitatea de a interveni, prin măsuri igienice, încât să facă de așa manieră încât spermatozoizii să nu atingă ovocitul, care stă acolo, așa, ca-ntr-o floare, în trompele falopiene.
(…) dacă s-a produs și așa, luați-l ca pe un dar a lui Dumnezeu.”

## Opera publicistică

### Cărți
- Allotriosis -  la chute et la restauration de l'home chez Gregoire de Nysse (Fribourg, 1985), tradusă și în românește sub titlul de "Antopologia Sfântului Grigorie de Nyssa", la Ed. Institutului Biblic și de Misiune al Bisericii Ortodoxe Române, București, 1996;
- Ghidul creștinului ortodox de azi (Editura Humanitas, București, 2000);
- Monahismul Egiptean - de la singurătate la viața de obște (Editura Nemira, București, 2003);

### Traduceri
Prof. Răducă a tradus mai multe lucrări teologice din limbile franceză, germană, latină și greacă, dintre care menționăm următoarele:
- Michel Quenot - Icoana-fereastră spre Absolut (prefață și traducere din lb. franceză, Editura Enciclopedică, București, 1993);
- Vladimir Losky - Teologia mistică a Bisericii de Răsărit (studiu introductiv și traducere din lb. franceză, Editura Anastasia, București, l993; ediția a II-a revizuită și îmbunătățită, Editura Bonifaciu, 1998);
- Paul Evdokimov - Femeia și mântuirea lumii (traducere din lb. franceză, Editura Christiana, București, 1993) - în colaborare;
- Sfântul Dionisie Pseudo-Areopagitul - Epistole (traducere din lb. greacă, Editura All, București, 1994);
- Paul Evdokimov - Prezența Duhului Sfânt în tradiția Bisericii Ortodoxe (traducere din lb. franceză cu studiu introductiv, Editura Anastasia, București, 1995, ediția a II-a, 2004);
- Paul Evdokimov - Cunoașterea lui Dumnezeu (traducera din lb. franceză și prefață, Editura Christiana, București, 1995);
- Christoph Schönborn - Icoana lui Hristos (traducere din lb. germană și prefață, Editura Anastasia, București, 1996);
- Sfântul Ambrozie, Episcopul Mediolanului - Despre Duhul Sfânt (traducere din lb. latină, studiu introductiv și note, Editura Anastasia, București, 1997);
- Michel Quenot - Înviere și icoană (traducere din lb. franceză și prefață, Editura Christiana, București, 1999);
- Didim din Alexandria - Despre Duhul Sfânt (traducere din lb. latină cu studiu introductiv și note, Editura Sophia, București, 2001);
- Georgios Mantzartdes - Globalizare și mondializare (traducere din lb. greacă, Editura Bizantina, București, 2003) ș.a.

### Studii și articole
De asemenea, el a publicat o mulțime de articole de bioetică (în care tratează probleme ca: avortul, eutanasia, contracepția, fertilizarea „in vitro” etc.) în diferite publicații ortodoxe ca: Studii Teologice, Biserica Ortodoxă Română, Ortodoxia etc. Menționăm unele dintre acestea:
- Pronia și libertatea persoanei în gândirea lui Origen, în "Studii teologice" nr. 5-6, 1982;
- Voința și libertatea în gândirea Sfântului Grigore de Nyssa, în "Studii teologice" nr. 1-2 , 1983;
- Voința și libertatea în concepția lui Martin Luther, în "Studii teologice" nr. 3-4, 1984;
- Perspective ortodoxe asupra Creației, în "Biserica Ortodoxă Română", nr. 1-2, 1988;
- Duhul Sfânt și lucrarea lui în Creație, în "Îndrumătorul bisericesc", nr. 5, 1988;
- Duhul Sfânt și lucrarea lui în Biserică, în "Îndrumătorul bisericesc", 1989;
- Sfânta Scriptură în cultul Bisericii, în "Glasul Bisericii", nr. 3-4/1992;
- Căsătoria – Taină a comuniunii și a desavârșirii persoanei, în "[Studii teologice" nr. 3-4/1992;
- Rolul formativ al religiei, în "Studii teologice" nr.1-3, 1994;
- Familia - factor de educație morală, în "Ortodoxia", nr. 3-4/1995;
- Parohia - spațiu misionar, în "Ortodoxia", nr. 3-4/1996;
- Bioetica, familia și morala creșină, în "Studii teologice" nr. 3-4, 1999;
- Credința deistă și credința mântuitoare, în "Studii teologice", nr. 3-4, 2001;
- Învățământul românesc și prostituția, în "Morala, factor de stabilitate socială" (Editura Ministerului de Interne, 2002);
- Avortul, în "Vestitorul Ortodoxiei" nr. 336/2004;
- Eutanasia, în "Vestitorul Ortodoxiei" nr. 342/2004;
- Transplantul de organe, în "Ortodoxia" nr. 4/2004;
- Planificare familială și controlul nașterilor, în "Anuarul FTOB", 2004;
- Rigas Velestinilis, un precursor al Drepturilor omului în spațiul românesc al secolului al XVIII-lea, în "Glasul Bisericii" ș.a.